# Selección femenina de waterpolo de Francia
La selección femenina de waterpolo de Francia es el equipo femenino de waterpolo que representa a Francia en los campeonatos de selecciones femeninas.
La selección femenina participará en los Juegos Olímpicos del 2024.

## Resultados

### Juegos Olímpicos
- 2024: